# Schedule 1 (videojuego)
Schedule I es un videojuego de simulación  de crimen de mundo abierto desarrollado por la desarrolladora australiana TVGS. Lanzado en acceso anticipado el 24 de marzo de 2025, este juego combina gestión de negocios, estrategia y táctica mientras los jugadores construyen y expanden un imperio de negocios en un mundo ficticio. Se hizo muy popular tras su lanzamiento, sobre todo gracias a las transmisiones en vivo en Twitch y TikTok.

## Jugabilidad
Es un juego en primera persona en el que los jugadores asumen el rol de un narcotraficante en la ciudad ficticia de Hyland Point. Dentro del videojuego, los jugadores cultivan, cocinan y/o fabrican diversas cepas de marihuana, metanfetamina y cocaína que pueden vender a los ciudadanos. Las drogas se pueden mezclar con diversos ingredientes como soda o viagra, para crear efectos graciosos e inusuales al consumirlas, como el color del cabello de los demás personajes o causar explosiones.
Mientras avanza el videojuego, los jugadores pueden expandir su negocio contratando distintos tipos de empleados, como dealers, cocineros, conserjes y botánicos, así como comprando propiedades para la fabricación de estupefacientes y negocios para el lavado de dinero que se genera mediante la venta de las drogas.

## Lanzamiento y recepción
Tras su lanzamiento de acceso anticipado, Schedule I ascendió rápidamente a la cima de las listas de ventas de Steam, alcanzando un máximo de 459.075 jugadores simultáneos, superando a títulos importantes como Grand Theft Auto V y Monster Hunter Wilds.
El juego recibió críticas positivas de los críticos, que elogiaron su sistema de creación de minijuegos. Travis Northup, de IGN, describió que el juego "combina su temática oscura y chistes sucios con una mecánica de gestión sorprendentemente acogedora de una manera que funciona realmente bien".

## Controversia
Schedule I ha sido objeto de escrutinio debido a supuestas similitudes con Drug Dealer Simulator, publicado por Movie Games SA. El editor ha iniciado una investigación sobre una posible infracción de la propiedad intelectual, citando paralelismos en los bucles de juego y el diseño de la interfaz de usuario. Sin embargo, no se ha tomado ninguna acción legal formal.
Tyler, el desarrollador detrás de Schedule I, confirmó el contacto de Movie Games, pero no hubo más comunicación. La situación ha provocado una reacción violenta entre los jugadores, lo que ha provocado una avalancha de críticas negativas para Drug Dealer Simulator.
Los analistas, incluido Shaun Cichacki de Vice, reconocen similitudes entre ambos juegos pero argumentan que dichas mecánicas son comunes en el género, y señalan que Schedule I ha sido recibido como la experiencia más pulida y jugable para el público.